# Perel'oty
Perel'oty  (ucraniano: Перельоти) es una localidad del Raión de Podilsk en el Óblast de Odesa de Ucrania. Según el censo de 2001, tiene una población de 944 habitantes.